# Ishi-no-ma-zukuri
Ishi-no-ma-zukuri (石の間造), aussi appelé 権現造 (gongen-zukuri), yatsumune-zukuri (八棟造) et miyadera-zukuri (宮寺造), est le nom d'une structure de complexe de sanctuaire shinto dans laquelle le haiden, ou salle de culte, et le honden, ou sanctuaire principal, sont reliés entre eux sous un même toit en forme de H. 

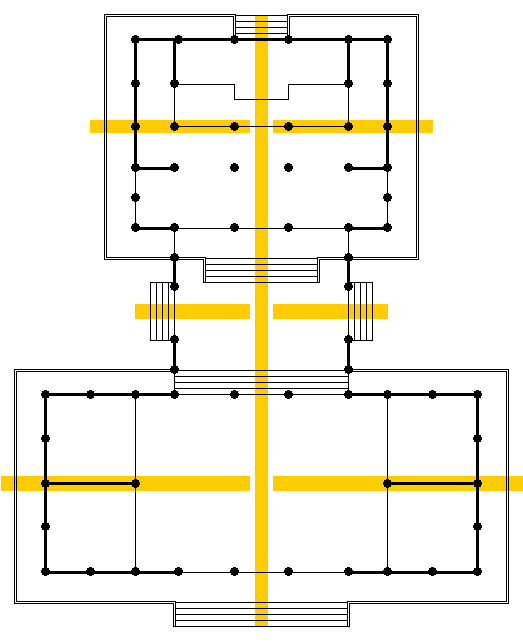
Un sanctuaire gongen-zukuri. De haut en bas : le honden, le ishi-no-ma, le haiden. En jaune, les arêtes des toits.

Le passage liaison peut être appelé ai-no-ma (相の間), ishi-no-ma (石の間), ou chūden (中殿, « hall intermédiaire »). Le sol de chacune des trois salles peut être à un niveau différent. Si le ai-no-ma est pavé de pierres, il est appelé ishi-no-ma, d'où le nom du style. Il peut toutefois être revêtu de planches ou de tatamis. Sa largeur est souvent la même que celle du honden, le haiden faisant de 1 à 3 ken de large.
Ce style, plutôt que la structure d'un bâtiment, définit la relation entre les structures membres d'un sanctuaire. Chaque membre appartient alors à un style architectural particulier. Par exemple, le honden et le haiden de Ōsaki Hachiman-gū (大崎八幡宮) sont des édifices irimoya-zukuri à un niveau. Parce qu'ils sont reliés par un passage appelé ishi-no-ma et sont couverts par un seul et même toit, le complexe est cependant classé comme appartenant au style ishi-no-ma-zukuri.
Un des plus anciens exemples est Kitano Tenman-gū à Kyoto. Le nom gongen-zukuri vient de Nikkō Tōshō-gū à Nikkō, qui est dédié à Tōshō Daigongen (Tokugawa Ieyasu) et adopte cette structure.